# Aulacophora nusantara
Aulacophora nusantara là một loài bọ cánh cứng trong họ Chrysomelidae. Loài này được Barroga miêu tả khoa học năm 2001.